# 제6회 일본 참의원 의원 통상선거
제6회 일본 참의원의원 통상선거는 1962년 7월 1일에 시행된 일본 참의원의원의 선거이다.

## 선거 정보

### 투표일
- 1962년 7월 1일

### 선거권자
- 선거권자 56,137,295명

## 선거 결과

### 투표자수
- 전국구 38,290,912명
- 지역구 38,295,222명

### 투표율
- 전국구 - 68.21%

- 남성 : 70.07%
- 여성 : 66.51%

- 지역구 - 68.22%

- 남성 : 70.08%
- 여성 : 66.51%

### 정당별 획득 의석
| 정당 | 정당         | 지역구     | 지역구 | 지역구 | 전국구     | 전국구 | 전국구 | 의석 |
| 정당 | 정당         | 득표수     | 득표율 | 의석   | 득표수     | 득표율 | 의석   | 의석 |
| ---- | ------------ | ---------- | ------ | ------ | ---------- | ------ | ------ | ---- |
|      | 자유민주당   | 17,112,986 | 47.1   | 48     | 16,581,637 | 46.4   | 21     | 69   |
|      | 일본사회당   | 11,917,675 | 32.8   | 22     | 8,666,910  | 24.2   | 15     | 37   |
|      | 공명정치연맹 | 958,179    | 2.6    | 2      | 4,124,269  | 11.5   | 7      | 9    |
|      | 민주사회당   | 2,649,422  | 7.3    | 1      | 1,899,756  | 5.3    | 3      | 4    |
|      | 일본공산당   | 1,760,258  | 4.8    | 1      | 1,123,947  | 3.1    | 2      | 3    |
|      | 녹풍회       | 128,834    | 0.4    | 0      | 1,660,466  | 4.6    | 2      | 2    |
|      | 무소속       | 1,725,947  | 4.8    | 2      | 1,404,048  | 3.9    | 1      | 3    |
| 합계 | 합계         | 36,311,923 | 100    | 76     | 35,756,635 | 100    | 51     | 127  |

※ 공명정치연맹 소속 의원은 무소속으로 당선 이후 공명정치연맹을 결성.

### 전국구 득표 결과
| 정당         | 득표수     | 득표율 | 당선인 |
| ------------ | ---------- | ------ | ------ |
| 자유민주당   | 16,581,637 | 46.4%  | 21     |
| 일본사회당   | 8,666,910  | 24.2%  | 15     |
| 공명정치연맹 | 4,124,269  | 11.5%  | 7      |
| 민주사회당   | 1,899,756  | 5.3%   | 3      |
| 참의원동지회 | 1,660,466  | 4.6%   | 2      |
| 일본공산당   | 1,123,947  | 3.1%   | 2      |
| 기타         | 295,603    | 0.8%   |        |
| 무소속       | 1,404,048  | 3.9%   | 7      |
| !총합        | 35,756,635 |        | 52     |

### 주요 정당
- 자유민주당 - 142석

| 총재 이케다 하야토 | 부총재 오노 반보쿠 | 간사장 마에오 시게사부로 |

- 일본사회당 - 66석

| 중앙집행위원장 가와카미 조타로 | 서기장 에다 사부로 |

- 공명정치연맹 - 15석

| 중앙집행위원장 하라시마 고지 | 서기장 쓰지 다케히사 |

- 민주사회당 - 11석

| 중앙집행위원장 니시오 스에히로 | 서기장 소네 에키 |

- 일본공산당 - 4석

| 의장 노사카 산조 | 서기장 미야모토 겐지 |